# Geodetski satelit
Geodetski satelit je umjetni satelit u putanji (orbiti) oko Zemlje koji služe za određivanje veličine i oblika Zemlje, koordinata promatranih točaka na njezinoj površini, mjerenje Zemljina gravitacijskog polja, praćenje kretanja Zemljinih tektonskih ploča, motrenje seizmički (potresnih) aktivnih područja, mjerenje položaja Zemljine osi rotacije, precizno određivanje trajanja jednoga zemaljskog dana i drugo. Mjerenja se uglavnom provode iz opažačkih postaja na Zemlji utvrđivanjem trenutnoga položaja ili orbite satelita. Precizni podatci o gibanju umjetnih satelita osnovica su daljnjih proračuna za određivanje traženih vrijednosti (satelitska geodezija). 
Za potrebe geodetskih mjerenja često služe i druge vrste satelita (na primjer navigacijski sateliti) i satelitskih sustava, od kojih je u posljednje doba značajan globalni položajni sustav (GPS).

## Povijest
Prvi geodetski satelit bio je ANNA 1 B (eng. Army-Navy-NASA-Air-Force), američki aktivni satelit opremljen ksenonskim izvorom svjetlosti. Tri satelita serije GEOS (eng. Geodetic Earth Orbiting Satellite) imaju izvor svjetlosnih impulsa, optički laserski reflektor te druge geodetske mjerne sustave, a energiju im osiguravaju sunčane baterije. Američki pasivni geodetski satelit PAGEOS (eng. Passive Geodetic Earth Orbiting Satellite) balon je oblika kugle s metaliziranom površinom, a u njegovu je opažanju svojedobno sudjelovalo više od 40 opažačkih postaja na Zemlji. Pasivni sateliti kuglasta oblika također su i francuski Starlette, obložen s 60 prizmatičnih laserskih reflektora, te dva satelita LAGEOS (eng. Laser Geodynamic Satellite), svaki s po 426 laserskih reflektora. LEGOS-2 lansiran je uz pomoć američkog raketoplana Discovery, s kojega je posebnim raketnim modulom izbačen u predviđenu orbitu, a izradila ga je talijanska svemirska agencija ASI u suradnji s američkom agencijom NASA. Njemački pasivni geodetski satelit GFZ 1 (njem. Geoforschungszentrum), sa 60 reflektora, izrađen je u suradnji s Rusijom. Lansiran je ruskim bespilotnim svemirskim brodom Progres M-27, koji se zatim spojio s ruskom svemirskom postajom Mir s koje je satelit izbačen u orbitu. Bivši SSSR lansirao je dva pasivna satelita serije Etalon, opremljena s po 306 laserskih reflektora. Početkom 1980-ih SSSR je započeo s lansiranjima aktivnih geodetskih satelita druge generacije, Geo-IK.

## Podjela

### Pasivni geodetski sateliti
Pasivni geodetski sateliti nemaju posebnih mjernih instrumenata, već je njihovo opažanje omogućeno reflektirajućim površinama obasjanima Sunčevom svjetlošću ili laserskim impulsom odaslanim sa Zemlje. 

### Aktivni geodetski sateliti
Aktivni geodetski sateliti nose snažan izvor svjetlosti ili drugih elektromagnetskih valova, što omogućuje vrlo precizno mjerenje njihova položaja. U novije su doba geodetski sateliti opremljeni i uređajima koji autonomno provode mjerenja, kao što su laserski ili radarski daljinomjeri, gravimetri i tako dalje. Tako se na primjer mjerna oprema satelita Geo-IK sastoji od Dopplerova uređaja (točnost izmjere do 3 centimetra), odašiljača radiovalova i radarskoga visinomjera (točnost do 5 metara), laserskih reflektora te izvora svjetlosti.

## Satelitska geodezija
Satelitska geodezija je geodetska grana (disciplina) koja se bavi geodetskim mjerenjima s pomoću umjetnih satelita. Isprva je služila samo za rješavanje globalnih zadaća (određivanje oblika i veličine Zemlje, srednjega Zemljina elipsoida (geoid), Zemljina polja sile teže i slično), a danas se koristi i za lokalne zadaće u području praktične geodezije, za koje su razvijeni rutinski postupci određivanja položaja predmeta na Zemljinoj površini. Ponajprije se svodi na mjerenja uz pomoć geodetskih satelita, ali sve veću praktičnu ulogu imaju i mjerenja provedena uz pomoć navigacijskih satelita, to jest globalnoga položajnoga sustava (GPS-a). 
Snimanje Zemljine površine s pomoću satelita ubraja se u područje daljinskih istraživanja. U satelitskoj geodeziji mjerenja se provode različitim postupcima i metodama, o čem ovisi i mjerni instrumenti kojima su sateliti opremljeni. Geometrijska metoda svodi se na primjenu satelita kao udaljenih ciljeva vidljivih iz različitih položaja na Zemlji. Njezin je osnovni cilj uspostavljanje svjetskoga trodimenzionalnog homogenog polja točaka. Dinamička metoda zasniva se na promatranju putanje satelita i njezinih promjena, iz čega se izvode zaključci o Zemljinu polju sile teže. Pri laserskom određivanju raspona, globalna mreža postaja za opažanje mjeri vrijeme potrebno svjetlosnoj zraci da prevali put do satelita opremljenoga reflektorima i natrag. To omogućava mjerenje raspona s milimetarskom preciznošću, što se može upotrijebiti za vrlo točno određivanje orbite, precizno umjeravanje (kalibriranje) radarskih altimetara (visinomjer) i drugo. Interferometrija radarom sa sintetičkim otvorom, koji ima vrlo uzak učinkovit snop zraka, ima mnoge primjene u daljinskim istraživanjima i kartografiji. Osim navedenih, u satelitskoj geodeziji služe i postupci radarske i laserske altimetrije, gradiometrija (mjerenje gradijenta sile teže iz orbite) i drugo.

## Vanjske poveznice
- satelitska geodezija Hrvatska tehnička enciklopedija, portal hrvatske tehničke baštine. LZMK